# هرمان فاغنر
هرمان فاغنر (بالألمانية: Hermann Wagner)‏ هو عالم رسم الخرائط وجغرافي ألماني، ولد في 23 يونيو 1840 في إرلنغن في ألمانيا، وتوفي في 18 يونيو 1929 في باد فيلدونغن في ألمانيا.